# Wackerstein (Pfullingen)

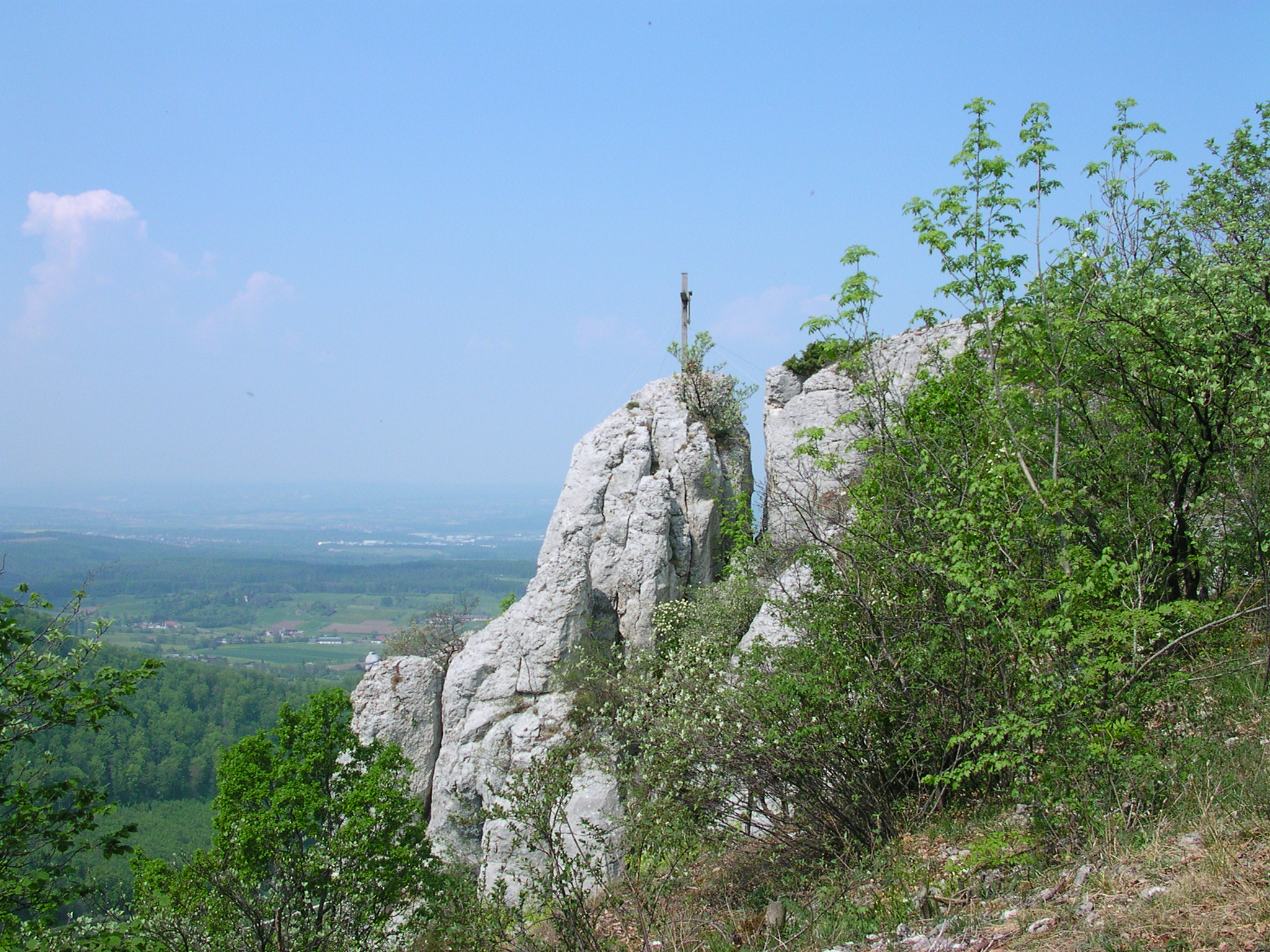
Der Wackerstein bei Pfullingen

Der Wackerstein bei Pfullingen im Landkreis Reutlingen in Baden-Württemberg ist eine Felsformation auf der Schwäbischen Alb. Er dient als Aussichtspunkt und Kletterfels und ist mit rund 825 m ü. NHN einer der höchsten Punkte der Pfullinger Gemarkung. 
Besonders an ihm und der dazugehörigen Bergkuppe ist, dass sie nur noch über einen schmalen Grat mit dem Albtrauf verbunden sind und ansonsten freistehen. Bei dem Weißjura-Felsen handelt es sich um ein ehemaliges Riff im Jurameer. Der Wackerstein ist als Felsgruppe Wackerstein mit Höhle ca. 2700 m W von Unterhausen als Geotop und als Wackerstein mit Höhle als flächenhaftes Naturdenkmal geschützt.
Der Wackerstein liegt oberhalb der Stuhlsteige (L382) an einer bewaldeten Felskuppe. Etwa 50 Meter entfernt liegt ein Grillplatz mit Schutzhütte. Der Fels und der Grillplatz sind nur fußläufig zugänglich. Man erreicht sie über die Wegekreuzung am Hinteren Sättele unterhalb des Schönbergs oder über den Grat von der Won auf der Albhochfläche her. Er ist ein Zwischenziel des Wanderwegs Hochgehtürmt der Wanderregion Hochgehberge.